# Стоби
Стобѝ (на гръцки: Στoβόι; на латински: Stobi; на македонска литературна норма: Стоби) е античен град на устието между реките Черна (Църна) и Вардар, чиито останки са най-големият археологичен комплекс в Северна Македония. Разположен е на около 80 километра южно от съвременния град Скопие, на три терасовидни нива, които се спускат към Черна река, обкръжени от зидове. По време на съществуването си и в течение на развитието си Стоби преминава през няколко големи урбанистични фази, започвайки с урбс ветус по времето на Тит Ливий във II век пр.н.е., достигайки връхната си точка като муниципий по време на ранната Римска империя, както и като столица на Македония Секунда и накрая западайки в края на VI век заедно с много други древни градове.

## История
Основан е от племето пеони, които заселяват югозападните райони на траките, наричани Пеония. Пръв за Стоби съобщава Тит Ливий във връзка с победата на Филип V над дарданците през 197 г. пр.н.е. Според археологическите данни градът е бил издигнат в елинистичния период, но не много преди царуването на Филип V.
С изследванията под няколкото сгради в централната част на късния град, са констатирани слоеве от III и II век пр.н.е. и са намерени бронзови предмети от класическия период и архая, както и отделни керамични предмети от епохата на неолита. През II век пр.н.е. е завладян от римляните – в 168 г. пр.н.е., с победата на римляните над крал Персей, Македония е разделена на четири области. Тогава Стоби става център на търговията на третата област. По време на управлението на Октавиан Август (27 г. пр. Хр. до своята смърт през 14 г.) градът се разпространява на запад и юг, за което свидетелстват 55 гробници от западния некропол, от времето на Август. Търговията със сол и благоприятното географско положение позволяват на Стоби постоянен възход през вековете на римското управление.
Между II и III век Стоби е разположен на кръстопът между важни пътни артерии, позволявайки на града да прерастне в един от най-важните римски градове в Македония. По време на римското управление Стоби се развива изключително в урбанистичен план, както и в демографски, достигайки най-голямата площ в историята си. По време на Октавиан Август Стоби става градска римска крепост или опидум (oppidum civium Romanorum), а по-късно прераства в муниципий. По времето на управлението на Веспасиан (69 – 79 година) Стоби започва сеченето на медни монети за местно ползване, което продължава до управлението на Елагабал (218 – 222 година).
От 325 г. градът е седалище на епископ. През IV – V век са построени големи църкви, богато украсени с мозайки и фрески. През V век Стоби става столица на римската област Македония Секунда. Градът е ограбен от Теодорих Велики през 479 г., пострадал през 518 г. (възможно от земетресение) и от набезите на авари и славяни през VI век.
Градът е родно място на писателя Йоан Стобей.

## Археологически работи и управление
В 1861 година видният френски археолог Леон Хозей локализира някога важния град и неговите руини, разпръснати наоколо, наричани от местното население Пусто градско. Първите археологически дейности ипубликации относно Стоби са по времето на Първата световна война, проведени от немски офицери. В 20-те и 30-те години на XX век обаче се провеждат първите мащабни проучвания от страна на Националния музей в Белград, които разкирват Стоби като голяма археологическа забележителност. В 1970-те години голям югославско-амреикански проект, начело с Джордже Мано-Зиси и Джеймс Уайзман значително допринася към изграждането на Стоби като голям град от римския период и късната античност.
В 1970-те години Стоби започва дас е оформя и като туристическа атракция. Дълги години поддръжката на града е отговорност на Велешкия музей, а в 1998 година Стоби минава под юрисдикцията на Националния институт за опазване на културните паметници на Република Македония, преименуван по-късно на Национален център по консервация. Тъй като в тези години управлението не успява да установи адекватен модел за консервация на археологическия комплекс, в 2008 година правителството на Република Македония основава Национален институт за управление на археологическия комплекс Стоби.